# Феличиано, Джованни Бернардо
Джованни Бернардо Регаццола Феличиано (ок. 1490—1552 или 1554) — итальянский философ и медик, научный писатель.
Родился в Венеции в семье кремонского происхождения. Получил медицинское образование в Падуе, окончив университет со степень доктора медицины. Занимался переводом на латинский язык с греческого философских и медицинских трудов. Впоследствии был переписчиком книг и преподавателем греческого языка сначала в Падуе, затем в Венеции. Преподавал в Венеции также «элоквенцию» в духе Исократа, касаясь в своих лекциях щекотливых политических и административных тем.
Наиболее известные труды: «Aeginetae sextus de chirurgia» (Базель, 1553); «Porphirii de abstinentia ab usu animalium» (Венеция, 1547); «Explanatio veterum sanctorum Patrum graecorum» (1552). Был известен своими комментариями к «Этике» Аристотеля.